# جان بیزلی (دوچرخه‌سوار)
جان بیزلی (انگلیسی: John Beasley؛ ۳۰ ژوئیه ۱۹۳۰ – ۳۱ ژانویهٔ ۲۰۱۷) دوچرخه‌سوار اهل استرالیا بود.  وی در مسابقات تور دو فرانس شرکت کرده‌است.